# Universidad de La Sabana
La Universidad de La Sabana es una universidad privada de Colombia, vigilada por el Ministerio de Educación de Colombia. Fue fundada el 21 de septiembre de 1979 por la Asociación para la Enseñanza "Aspaen", siendo su antecedente el INSE "Instituto Superior de Educación", considerado uno de los primeros en educación a distancia en el país y América Latina. Tiene Acreditación Institucional por 10 años por parte del Consejo Nacional de Acreditación del Ministerio de Educación.
Su sede está ubicada en el municipio de Chía, Cundinamarca, municipio del Área Metropolitana de Bogotá, donde cuenta un amplio y moderno campus. Su población estudiantil asciende a 12.158, de los cuales aproximadamente 9.000 son de pregrado, 50 de doctorado, 1.500 de maestría, 1400 de especialización y 230 de especialidades médico-quirúrgicas.
Está integrada por 14 unidades académicas divididas en 8 facultades, una escuela, tres institutos y dos unidades con carácter especial que ofrecen 29 programas de pregrado. En postgrado, ofrece 13 programas de doctorado doctorados, 57 especializaciones, 19 especialidades médico-quirúrgicas y 67 maestrías, para un total de 182 programas activos. El personal docente de la universidad es de 1.781 profesores en total (2023). El cuerpo profesoral de planta está conformado por 428 docentes, de los cuales, un 39% tienen doctorado, 46% maestría, 11% especialización y 4% pregrado-profesional. Los profesores de cátedra son 1.300.
El 25 de mayo de 2025, el Ministerio de Educación Nacional, le otorgó la Acreditación Institucional de Alta Calidad por 10 años. La universidad hace parte de las mejores universidades del país según varios rankings. En la edición de año 2023 del ranking QS, la universidad se ubicó en el rango 701-750 y continúa estando entre las 40 mejores de América Latina, mientras que en 2020 obtuvo el puesto de ser la segunda mejor universidad privada del país en enseñanza, la tercera mejor universidad privada en investigación a nivel nacional y la tercera mejor universidad privada de Bogotá, conforme al The Latin America University Ranking. En 2022 logró conseguir el tercer puesto a nivel nacional según el icfes.

## Unidades académicas
La Universidad de la Sabana cuenta con los siguientes programas:

### Pregrado
- Escuela Internacional de Ciencias Económicas y Administrativas (EICEA):
  - Administración de Empresas.
  - Administración y Servicio.
  - Administración de Mercadeo y Logística Internacionales.
  - Administración de Negocios Internacionales.
  - Economía y Finanzas Internacionales.
  - Gastronomía.

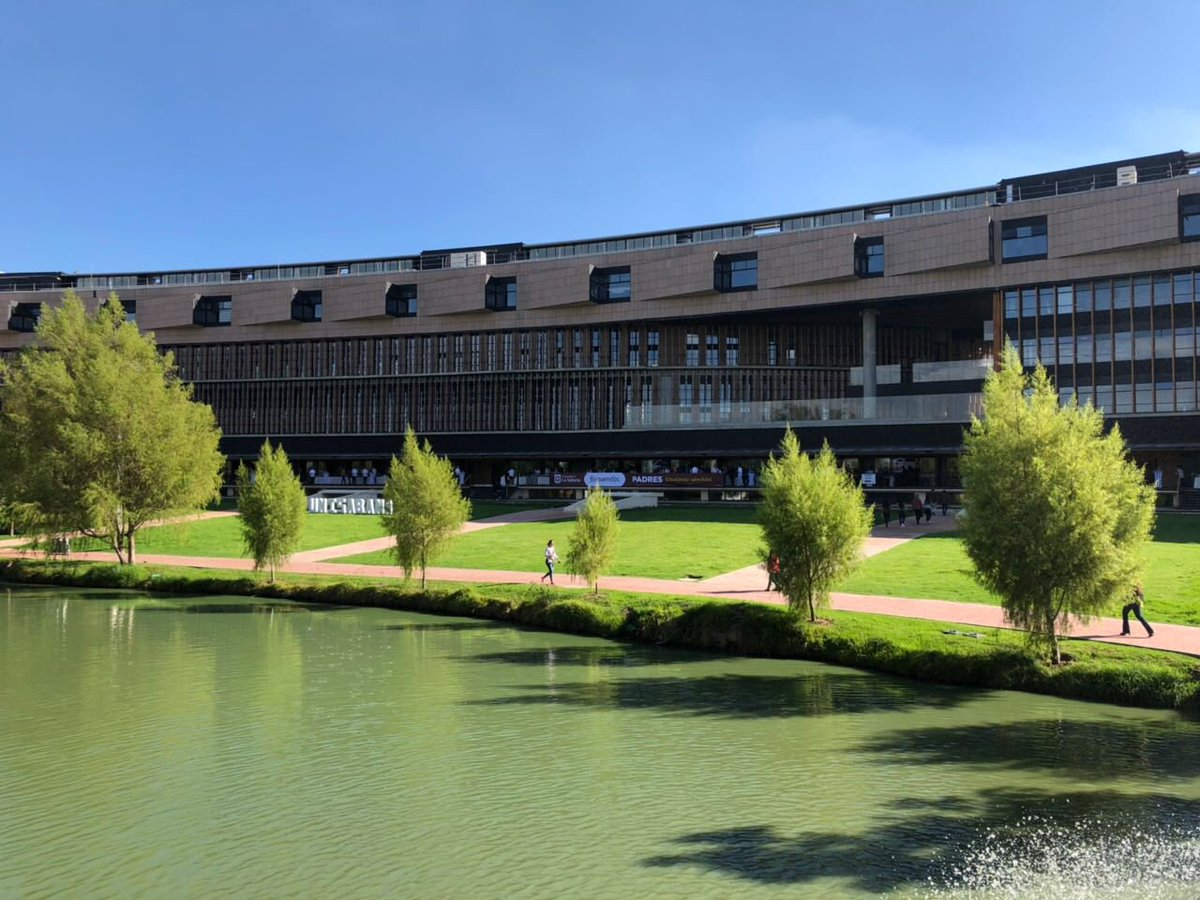
Universidad de La Sabana

- Facultad de Estudios Jurídicos, Políticos e Internacionales:
  - Derecho.
  - Ciencias Políticas.
  - Relaciones Internacionales.
- Facultad de Ingeniería:
  - Ingeniería de Bioproducción.
  - Ingeniería Industrial.
  - Ingeniería Informática.
  - Ciencia de datos
  - Ingeniería Química.
  - Ingeniería Civil.
  - Ingeniería Mecánica.
  - Ingeniería de Diseño e Innovación.
- Facultad de Enfermería y Rehabilitación:
  - Enfermería
  - Fisioterapia.
- Facultad de Comunicación:
  - Comunicación Social y Periodismo.
  - Comunicación Audiovisual y Multimedios.
  - Comunicación Corporativa.
- Facultad de Educación:
  - Licenciatura en Educación Infantil.
  - Licenciatura en Ciencias Naturales.
- Facultad de Medicina:
  - Medicina.
- Facultad de Psicología
  - Psicología.
  - Comportamiento Organizacional.
- Facultad de Filosofía y Ciencias Humanas
  - Filosofía.

### Postgrado
- Escuela Internacional de Ciencias Económicas y Administrativas (EICEA):
  - Maestría en Gerencia de Inversión.
  - Maestría en Gerencia de Operaciones.
  - Maestría en Gerencia Estratégica.
  - Maestría en Gerencia Internacional.
  - Maestría en Gerencia y Desarrollo de Personas.
  - Doctorado en Administración de Organizaciones.
- Facultad de Estudios Jurídicos, Políticos e Internacionales:
  - Especialización en Seguros y Seguridad Social.
  - Especialización en Derecho Comercial.
  - Especialización en Derecho Tributario.
  - Especialización en Responsabilidad Civil y del Estado.
  - Especialización en Derechos Humanos, Derecho Internacional Humanitario y Justicia Transicional.
  - Especialización en Derecho y Empresa.
  - Especialización en Contratación Estatal.
  - Maestría en Derecho Constitucional.
  - Maestría en Derecho Internacional.
  - Maestría en Derecho de la Empresa y de los Negocios.
  - Maestría en Contratación Estatal.
  - Doctorado en Derecho.
- Facultad de Ingeniería:
  - Maestría en Gerencia de Ingeniería.
  - Maestría en Diseño y Gestión de Procesos.
  - Maestría en Analítica aplicada.
  - Maestría en Arquitectura de Software.
  - Maestría en Ingeniería de Software.
  - Maestría en Inteligencia Artificial.
  - Doctorado en Logística y Gestión de Cadenas de Suministros.
  - Doctorado en Ingeniería.
  - Doctorado en Biociencias.
  - Doctorado en Inteligencia Artificial.
- Facultad de Enfermería y Rehabilitación:
  - Especialización en Terapia Manual Ortopédica.
  - Especialización en Enfermería en Cuidado Crítico.
  - Maestría en Enfermería (también en modalidad virtual).
  - Doctorado en Enfermería.
- Facultad de Comunicación:
  - Especialización en Gerencia de la Comunicación Organizacional.
  - Maestría en Periodismo y Comunicación Digital.
  - Maestría en Comunicación Estratégica.
  - Doctorado en Comunicación.
- Facultad de Educación:
  - Especialización en Gerencia Educativa.
  - Especialización en Pedagogía e Investigación en el Aula (Virtual).
  - Maestría en Innovación Educativa mediada por TIC (Virtual)
  - Maestría en Desarrollo Infantil.
  - Maestría en Pedagogía.
  - Maestría en Educación.
  - Maestría en Dirección y Gestión de Instituciones Educativas.
  - Maestría en Pedagogía e Investigación en el Aula (Virtual).
  - Doctorado en Educación.
  - Doctorado en Innovación Educativa con uso de TIC.
- Facultad de Medicina:
  - Doctorado en Ciencias Clínicas
  - Especialización en Bioética.
  - Maestría en Salud Pública.
  - Maestría en Epidemiología.
  - Maestría en Educación Médica.
  - Maestría en Bioética.
  - Especialidades médico-quirúrgicas:
    - Especialización en Cuidado Intensivo Pediátrico.
    - Especialización en Medicina Crítica y Cuidado Intensivo.
    - Especialización en Medicina Familiar y Comunitaria.
    - Especialización en Neumología.
    - Especialización en Electrofisiología Cardiovascular.
    - Especialización en Medicina Interna.
    - Especialización en Reumatología.
    - Especialización en Cirugía General.
    - Especialización en Neurología.
    - Especialización en Oftalmología.
    - Especialización en Anestesiología y Medicina Perioperatoria.
    - Especialización en Ginecología y Obstetricia.
    - Especialización en Medicina Física y Rehabilitación.
    - Especialización en Pediatría.
    - Especialización en Radiología e Imágenes Diagnósticas.
    - Especialización en Gastroenterología.
    - Especialización en Medicina del Dolor y Cuidados Paliativos.
    - Especialización en Farmacología Clínica.
- Facultad de Psicología:
  - Especialización en Psicología Clínica de la Niñez y de la Adolescencia.
  - Especialización en Psicología Educativa.
  - Maestría en Gerencia y Desarrollo de Personas.
  - Maestría en Psicología de la Salud y la Discapacidad.
  - Maestría en Psicología.
  - Doctorado en Psicología.
- Facultad de Filosofía y Ciencias Humanas:
  - Maestría en Lingüística Panhispánica.
  - Maestría en Teología.
- Instituto de la Familia:
  - Especialización en Desarrollo Personal y Familiar.
  - Maestría en Asesoría Familiar y Gestión de Programas para la Familia (Virtual).
- Departamento de Lenguas y Culturas Extranjeras:
  - Maestría en Didáctica del Inglés para el Aprendizaje Autodirigido (Virtual).
  - Maestría en Didáctica del Inglés con Énfasis en Ambientes de Aprendizaje Autónomo.

Además ofrece 320 programas de educación no formal entre diplomados, programas cortos, programas corporativos y otros cursos de educación continua.

## Inspiración en el Opus Dei

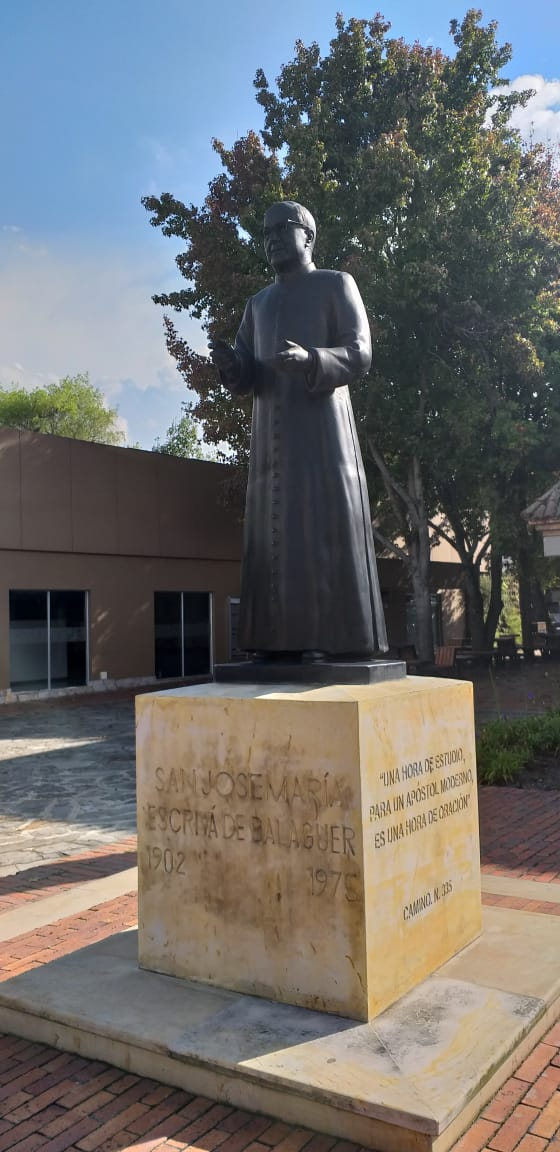
Estatua de San Josemaría Escrivá de Balaguer en el campus universitario.

Desde su origen, la Universidad de la Sabana ha tenido una inspiración cristiana basada en los valores del Opus Dei y la Iglesia católica. Ha existido la creencia equivocada de que la Universidad es propiedad del Opus Dei: en realidad esto no es así, ya que jurídicamente la universidad es una entidad autónoma que tiene una relación contractual con la prelatura personal para que esta asuma los servicios de capellanía y de orientación cristiana. De la misma manera, por su Proyecto Educativo Institucional, la universidad tampoco es de carácter confesional, con lo cual no es oficial ni oficiosamente católica.
Por otra parte, si bien la identidad de la universidad son los valores cristianos inspirados en las enseñanzas de Josemaría Escrivá de Balaguer, no todos los estudiantes, profesores ni administrativos forman parte de o están directamente relacionados con el Opus Dei.

## Campus universitario
La Universidad de La Sabana es reconocida nacional e internacionalmente por sus instalaciones con edificios de varios estilos de arquitectura y diseño. A su vez, el amplio espacio de la universidad permite la realización de varias actividades deportivas como fútbol, baloncesto, kayak, voleibol, tenis, entre otros deportes.

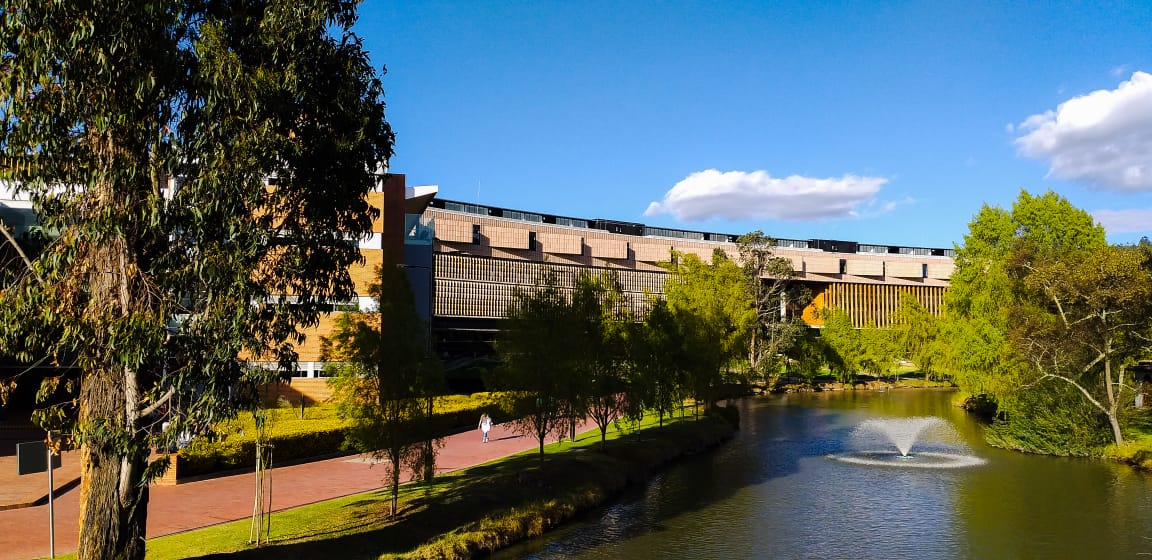
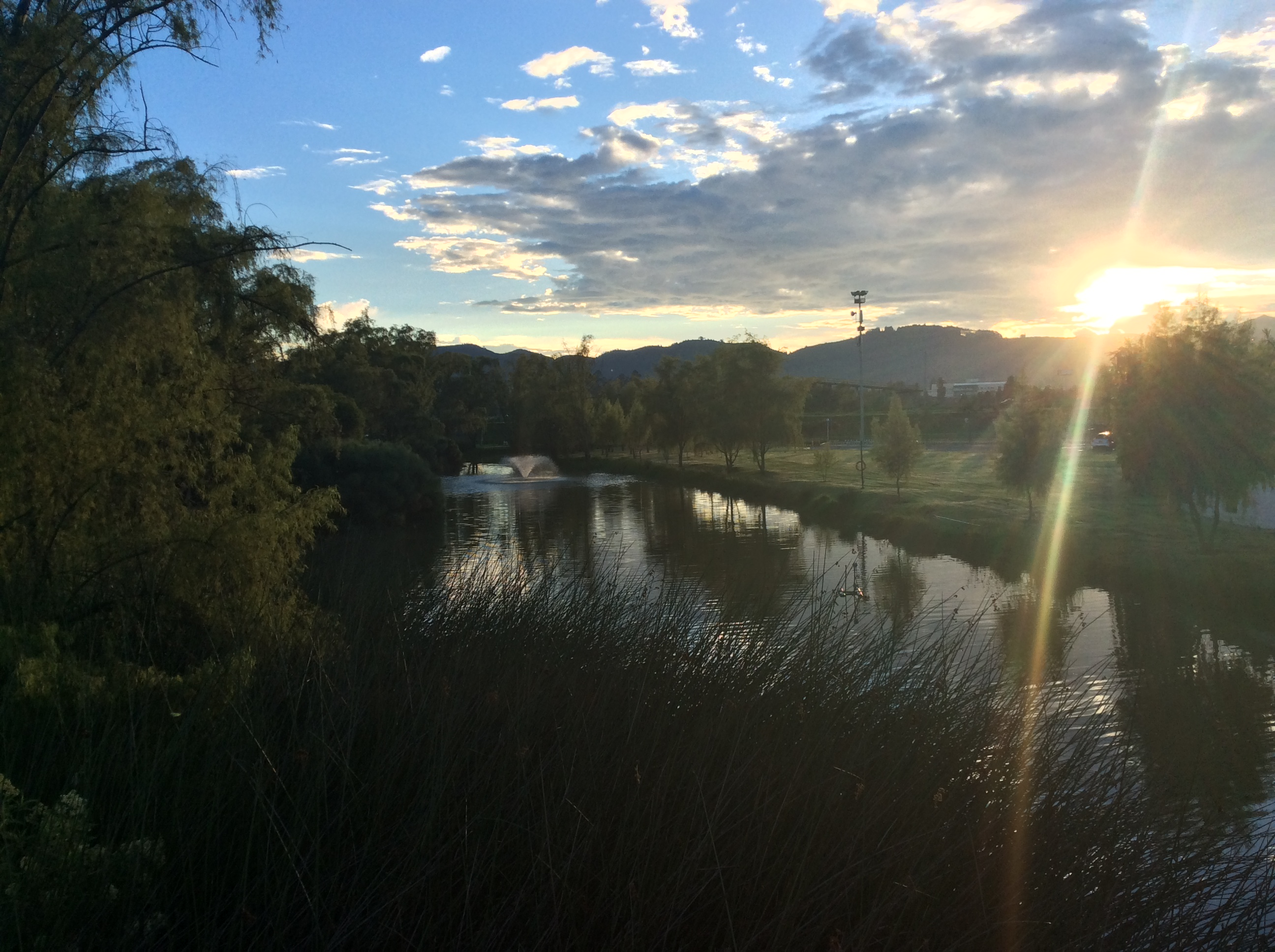
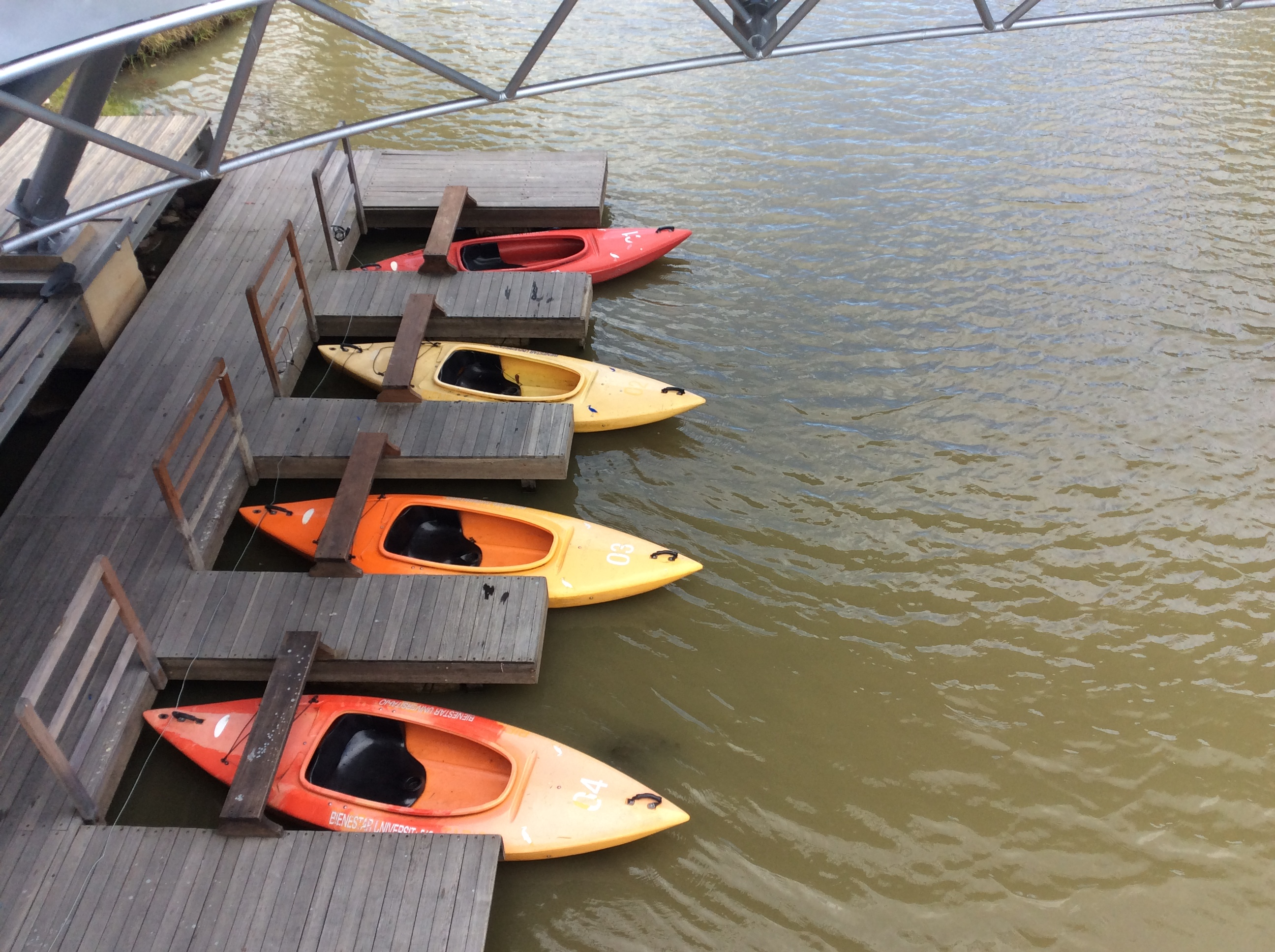
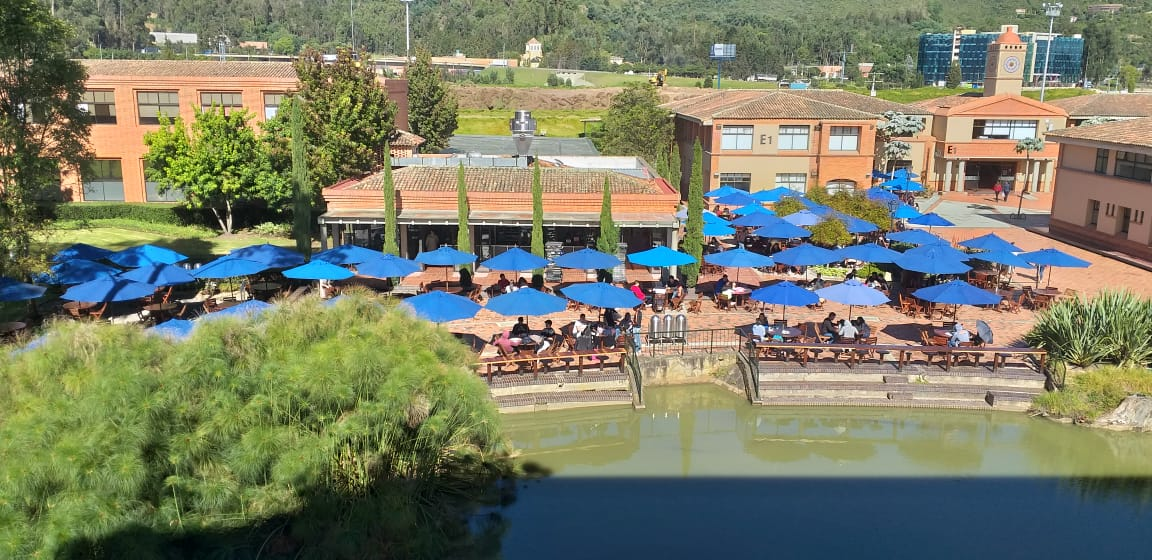
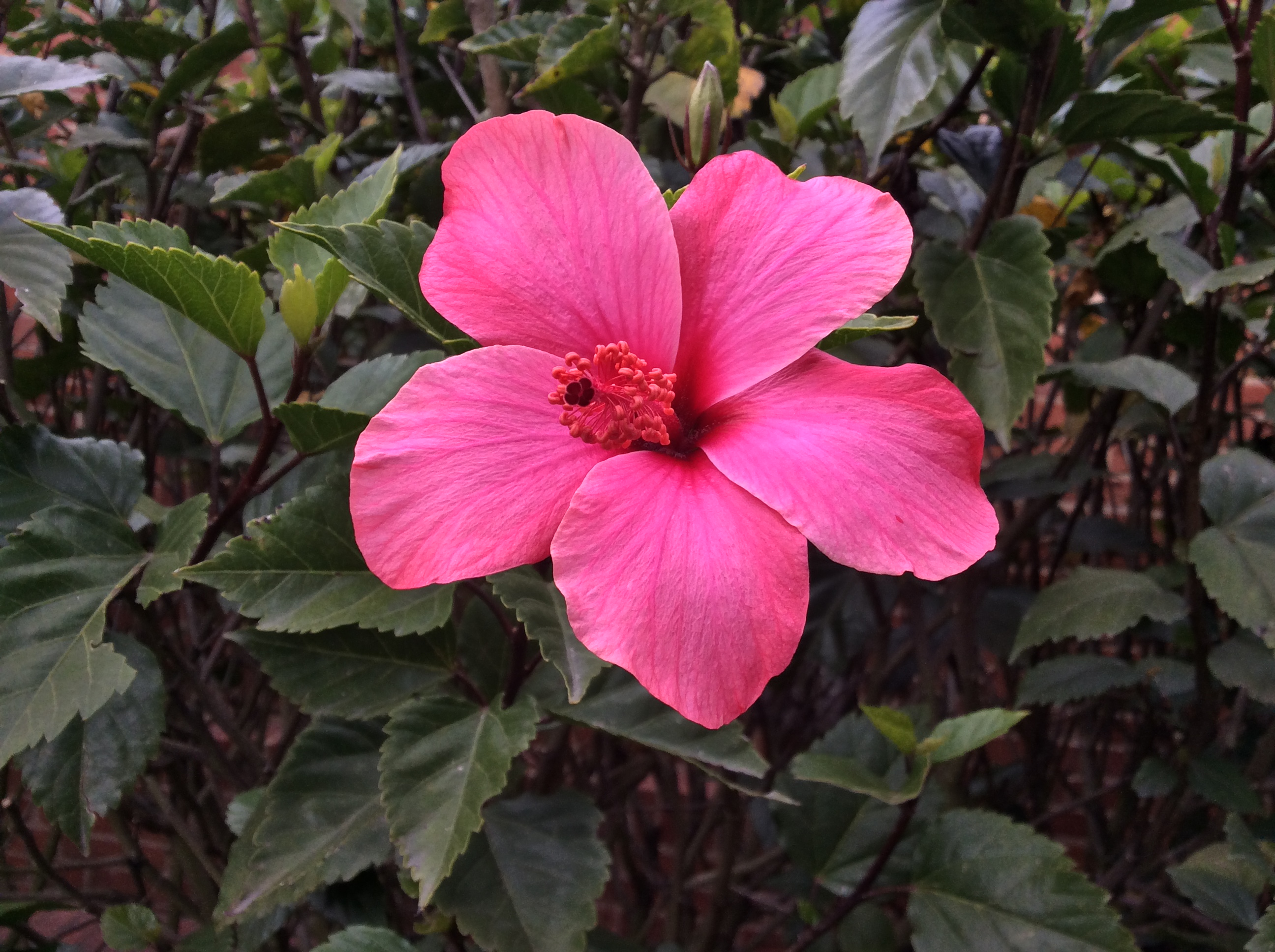

### Biodiversidad en el campus
El campus universitario cuenta con más de 1000 árboles de 205 especies diferentes como la palma de yuca, el cayeno, la acacia lluvia de oro, mimbres, chicalas, el sauce llorón, robles de varios tipos y palmas de cera, entre otros. Aproximadamente el 3.5% de las especies vegetales del campus son endémicas, el 23.8% nativas y el 72.5% introducidas. Así, los estudios que se han realizado sobre la biodiversidad del campus muestran que del total, 86 especies fueron nativas, 115 fueron de origen exótico y las cinco restantes fueron de origen desconocido pues no se determinaron a especie.

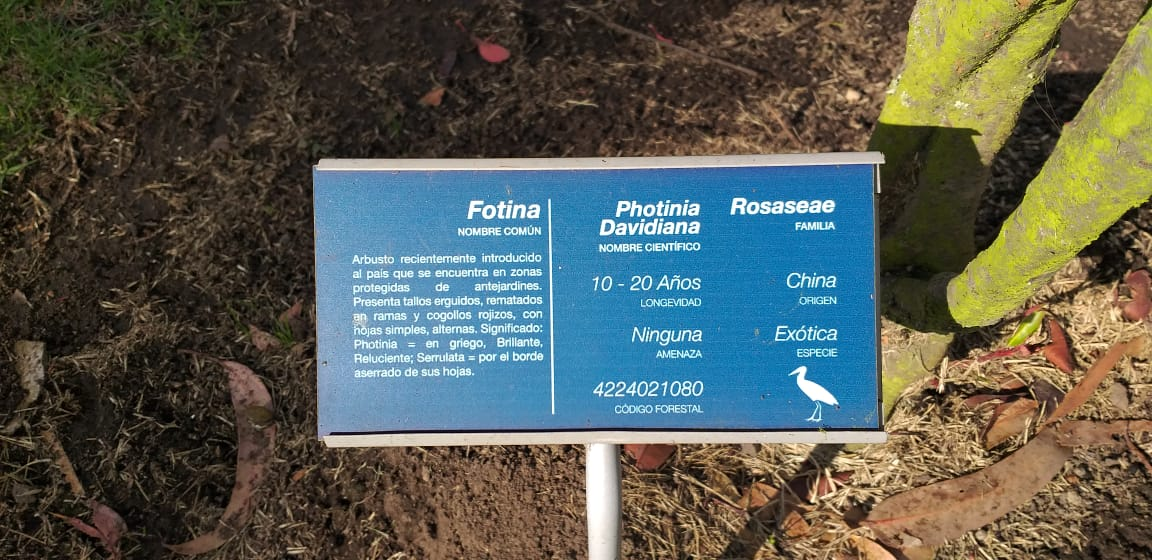
Placa de referencia, suelen encontrarse junto a las especies vegetales del campus para identificar los árboles.

Por otra parte, también cuenta con varias especies animales que habitan en el campus como zarigüeyas o zarzaparrillas, tapetíes, comadrejas de cola larga, cangrejos de río, ranas sabaneras, inofensivas serpientes tierreras y 61 especies diferentes de aves que anidan y forrajean (de las cuales aproximadamente el 25% corresponde a aves migratorias), entre ellas la tingua bogotana, el colibrí, la garza real (entre muchas otras especies de la familia ardeidae), el pato andino, el pato canadiense, entre otros.

## INALDE Business School
El INALDE Business School es una escuela de negocios parte de la Universidad de La Sabana, siendo la primera escuela de negocios de este tipo en Colombia. Esta escuela de negocios está ofrece sus programas a ejecutivos de nivel nacional e internacional, además sus métodos de enseñanza e instrucción son de una metodología de método del caso, varios centros de investigación y un esquema orientado al perfeccionamiento de habilidades personales tanto empresariales, directivas como éticas. Por otra parte, el INALDE cuenta con alianzas de 24 business schools a nivel mundial y con un cuerpo profesoral nacional e internacional, teniendo así más de 500 profesores, varios de ellos vinculados a escuelas de negocios como Harvard Business School, IESE Business School, IPADE entre otras.

### Historia
El INALDE nació en el año 1985 como un proyecto de la Universidad de La Sabana con el propósito de crear programas de alta dirección empresarial destinados al progreso de Colombia y con el propósito de crear la primera institución este estilo en el país. El INALDE fue un proyecto que además nació con el propósito de generar mayor ética, valores y transparencia en las instituciones, haciendo énfasis en las virtudes humanas y el liderazgo empresarial así como en la interdisciplinariedad.

### Método del caso
Una de las herramientas por las cuales INALDE es reconocida es por la técnica de aprendizaje de método de casos. Durante las sesiones de aprendizaje en el INALDE, los estudiantes se enfrentan a simulaciones de problemáticas empresariales y otros sectores económicos, en los cuales deben identificar las soluciones, en entornos de incertidumbre y riesgos propios de la vida real, y discutir detalladamente las soluciones prácticas que se pueden dar.
La metodología de solución de casos del INALDE está basada en casos empresariales y económicos reales, con variables que buscan perfeccionar y poner en práctica todos los conocimientos de dirección de los estudiantes. Así, los directivos aprenden a diagnosticar y solucionar problemas concretos de la dirección.

### Programas

#### Executive MBA
Es un programa de MBA que tiene una visión directiva internacional y con networking como pilar fundamental con directivos de diversos sectores empresariales y carreras profesionales.
El programa tiene 62 créditos de los cuales se dividen en cuatro departamentos:
- Dirección General
  - Análisis de situación de los negocios.
  - Política empresarial.
  - Entorno económico, social y político.
- Dirección de Personas
  - Dirección de personas en la organización.
  - Persona, empresa y responsabilidad.
- Dirección Comercial y de Operaciones
  - Dirección de marketing.
  - Nuevas aventuras empresariales.
  - Dirección de producción, operaciones y tecnología.
- Finanzas y Control Directivo
  - Microeconomía.
  - Análisis de decisiones.
  - Negociación.
  - Control.
  - Dirección financiera.

A su vez, el programa cuenta con flexibilidad curricular la cual se cursa con una semana de internacionalización, electivas, profundizaciones y proyectos de grado. De igual forma, el programa se ofrece en dos modalidades, siendo estas intensivo y de fin de semana'.

## Rectores
- Dr. Rolando Andrés Roncancio Rachid: 2020 - actualidad
- Dr. Obdulio Velásquez Posada: 2006 - 2020
- Dr. Álvaro Mendoza Ramírez: 1995 - 2006
- Rafael González Gagigas: 1989 - 1995
- Octavio Arizmendi Posada: 1979 - 1989

## Alumnos
.